# Fakirhat
Fakirhat è un sottodistretto (upazila) del Bangladesh situato nel distretto di Bagerhat, divisione di Khulna. Si estende su una superficie di 160,68 km² e conta una popolazione di  123.956 abitanti (dato censimento 1991).